# Taipé Chinês nos Jogos Olímpicos de Verão de 2004
Taipé Chinês competiu nos Jogos Olímpicos de Verão de 2004, em Atenas, na Grécia.

## Desempenho

### Natação
Masculino
| Atletas      | Evento      | Baterias  | Baterias | Semifinal | Semifinal | Final       | Final       |
| Atletas      | Evento      | Marca     | Posição  | Marca     | Posição   | Marca       | Posição     |
| ------------ | ----------- | --------- | -------- | --------- | --------- | ----------- | ----------- |
| Te Tung Chen | 400 m livre | 4min03s71 | 40º      |           |           | Não avançou | Não avançou |

### Remo
Masculino
| Equipe        | Evento        | Eliminatórias | Eliminatórias | Repescagem | Repescagem | Semifinal | Semifinal | Final   | Final                |
| Equipe        | Evento        | Tempo         | Posição       | Tempo      | Posição    | Tempo     | Posição   | Tempo   | Posição (Pos. final) |
| ------------- | ------------- | ------------- | ------------- | ---------- | ---------- | --------- | --------- | ------- | -------------------- |
| Wang Ming-Hui | Skiff simples | 7m29s99       | 4º R          | 7m09s99    | 3º S D/E   | 7m14s79   | 4º FE     | 7m07s84 | 1º (25º)             |